# エンリコ・チェケッティ

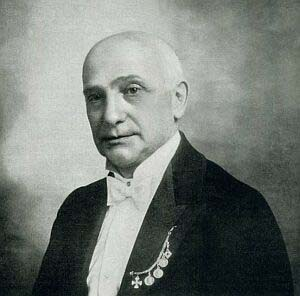
1921年、ロンドンにて

エンリコ・チェケッティ（Enrico Cecchetti　1850年6月21日 - 1928年11月13日）は、イタリアのバレエダンサー、教育者。

## 生涯
ダンサーの両親のもと、ローマの劇場の楽屋で生まれる。両親はダンサーになることを望まなかったが、踊ることを忘れられず、13歳でフィレンツェのバレエスクールに入学し、イタリア派の技巧を叩き込まれた。
バレエダンサーとしては16歳でデビュー。1885年にスカラ座でプリモバレリーノに昇進。1887年にサンクトペテルブルクバレエ団（現マリインスキー・バレエ）と契約し、1890年には副メートル・ド・バレエに就任する。その3年後には付属バレエ学校（現ワガノワ・バレエ・アカデミー）で教えるようになる。
1902年にワルシャワのバレエ学校に転任するが、1906年にレニングラードに戻り、学校を開く。
1910年にセルゲイ・ディアギレフに協力しバレエ・リュスに参加。ダンサーから「ツアー中もチェケッティのお稽古を毎日受けたい」という強い要望があり、チェケッティもバレエ・マスター及びキャラクター・アーティストとしてツアーに同行するようになる。ダンサーに基本的なバレエの訓練を施す一方、『火の鳥』の魔王カスチェイ、『ペトルーシュカ』の魔術師などを演じる。
1918年にロンドンで教室を開く。1923年にイタリアへ帰国し、1925年からスカラ座バレエ学校の校長に就任した。1928年、レッスン中に体調を崩し、帰宅後死去した。
チェケッティは20世紀を代表する多くのバレエダンサーに教えている。特に有名な人物は、アンナ・パヴロワ、ヴァーツラフ・ニジンスキー、タマーラ・カルサヴィナ、レオニード・マシーン、セルジュ・リファール、ニネット・ド・ヴァロア、マリー・ランベール、アリシア・マルコヴァなど。特にパヴロワの信任は厚く、レニングラードのプリマバレリーナ時代、専属講師として私費で迎え入れるほどだった。

## チェケッティ・メソッド
エンリコ・チェケッティは、1820年に世界初のバレエ理論書を出版したカルロ・ブラシスの孫弟子。ブラシスの理論を動きとつないだのがチェケッティだと言われている。
バレエ・リュスのバレエ・マスターを務めたチェケッティは、プロフェッショナル・ダンサーが様々なバレエ作品に対応できるよう、作品に含まれる高度なステップの数々を精緻に分析。理論的かつ解剖学的原理に基づき、新しい教授法を考案した。約40のアダージュ（アダージオ）とアレグロのエクササイズを曜日別（月曜日〜土曜日）に分け、１週間で全てのステップとレパートリーを網羅できるようにカリキュラムを組んだ。
メソッドの目標やメリットとして、以下などが挙げられる。
- 舞台空間を8つの方向に意識化させる事で、バレエのポジションをより洗練させ、回転の技術を更に進化させる。
- 精確で素早い足さばき、床からほとんど足を離さずに行うステップ（テール・ア・テール）やバットゥリーの技術など、技巧的な動きを身につける。
- ポール・ド・ブラ（第1〜第8）で、美しいクラシック・ラインや無駄のないシンプルな動きを身につける。
- 全身の完璧なコーディネーションを身につける。
- エポールマン（肩をまわす）を取り入れ、上体、背中、頭、視線を豊かに使い、全身をより立体的に見せる。
- 左右両方を均等に鍛える。
- 技術と芸術性を平行して身につける。
- 理論を平行して学ぶことで、身体の感覚だけに頼らずに踊ることができるようになる。

など。
チェケッティの教授法はロシアや英国のバレエ教育に大きく寄与し、弟子の一人、デイム・ニネット・ド・ヴァロワが設立した英国ロイヤル・バレエ、及びロイヤル・バレエ・スクールの教育ベースを一部形成する。
アグリッピナ・ワガノワは、チェケッティの教えに魅せられ、彼の教授法の一部を取り入れたワガノワ・メソッド（ロシア）を考案。同じくチェケッティの教え子であったタマーラ・カルサヴィナ（バレエ・リュスのスター）は後にRADメソッド（「The Royal Academy of Dance」 イギリス）共同考案者の一人となる。またチェケッティ・メソッドはクラシック・バレエとコンテンポラリー・ダンスをつないだとも言われている。
1924年に英国チェケッティ協会（初代会長エンリコ・チェケッティ）が英国政府認証のダンス教育組織、英国ISTD（「The Imperial Society of Teachers of Dancing」 1904年創立）と合併し、チェケッティ・メソッドは英国ISTDの教育科目に取り入れられた。プロフェッショナル・ダンサーを対象とした最高峰のエンリコ・チェケッティ・ディプロマへ至るまでの過程で、身体能力と年齢などに合わせた約２０のレベルに合理的に体系化され、時代の変化に応じて改訂および新しいエクササイズも加わっている。
現在、チェケッティ・メソッドはヨーロッパの国々を始めとし、海を渡ったアメリカ、カナダ、オーストラリア、南アフリカなど、多くのバレエ学校で受け継がれている。2004年には各国のチェケッティ協会や世界をつなぐため「チェケッティ・インターナショナル（CICB）」が設立され、世界中でバレエを学ぶ生徒や教師を対象とした試験が行われている。